# Sébastien Rosseler
Sébastien Rosseler (ur. 15 lipca 1981 w Verviers) – belgijski kolarz szosowy, zawodnik profesjonalnej grupy Garmin-Sharp.
W 2010 roku wygrał prestiżowy wyścig jednodniowy Brabantse Pijl, a rok później Driedaagse van De Panne-Koksijde. To jego największe dotychczasowe osiągnięcia w karierze zawodowej.

## Najważniejsze zwycięstwa i sukcesy
- 2003
  - trzy wygrane etapy w Olympia’s Tour
- 2006
  - drugi w Tour de Belgique
- 2007
  - etap i ósme miejsce w klasyfikacji generalnej Eneco Tour
- 2008
  - etap w Circuit Franco-Belge
  - drugi w Eneco Tour
- 2009
  - etap w Cztery Dni Dunkierki
  - etap w Tour de Belgique
- 2010
  - etap w Volta ao Algarve
  - zwycięstwo w Brabantse Pijl
- 2011
  - wygrana w Driedaagse van De Panne-Koksijde